# Entoloma melleum
Entoloma melleum är en svampart som beskrevs av E. Horak 1973. Entoloma melleum ingår i släktet Entoloma och familjen Entolomataceae.   Inga underarter finns listade i Catalogue of Life.